# Свекловичный (Алтайский край)
Свекловичный — посёлок в Зональном районе Алтайского края России. Входит в состав Плешковского сельсовета.

## География
Посёлок находится в юго-восточной части региона, в пределах Бийско-Чумышской возвышенности.
Климат
Климат умеренно континентальный. Средняя температура января: −18,2 °C, июля: +18,9 °C. Годовое количество атмосферных осадков: 518 мм..

## Население
| 1997 | 1998 | 1999 | 2000 | 2001 | 2002 | 2003 | 2004 | 2005 |
| ---- | ---- | ---- | ---- | ---- | ---- | ---- | ---- | ---- |
| 171  | ↗188 | ↗189 | ↘174 | ↘168 | ↗170 | ↗171 | ↗177 | ↘173 |
| 2006 | 2007 | 2008 | 2009 | 2010 | 2011 | 2012 | 2013 |      |
| ↗182 | ↗186 | ↗192 | →192 | ↘171 | ↗175 | ↘165 | ↗170 |      |

Национальный состав
Согласно результатам переписи 2002 года, в национальной структуре населения русские составляли 93 % от 180 чел.

## Инфраструктура
Социальные услуги жители получают в ближайших населённых пунктах.

## Транспорт
Посёлок доступен автомобильным транспортом.
Подходит автодорога межмуниципального значения «подъезд к пос. Свекловичному» (идентификационный номер 01 ОП МЗ 01Н-1509) протяжённостью 2,900 км.